# Sept morts sur ordonnance
Sept morts sur ordonnance is een Frans-Duits-Spaanse dramafilm uit 1975 onder regie van Jacques Rouffio. 
In Nederland is de film uitgekomen onder de naam Zeven moorden op bestelling.

## Verhaal
Pierre Losseray, een chirurg uit een publiek ziekenhuis, wordt bij zijn terugkeer na een hartaanval lastiggevallen door dokter Brézé, de eigenaar van een nabijgelegen kliniek. Hij en zijn zoons zijn niet opgezet met de concurrentie die voor een vermindering van het aantal klanten in hun kliniek zorgt. Nadat Brézé Losseray begint te chanteren komt deze achter het verhaal van dokter Jean-Pierre Berg, die vijftien jaar eerder ook werd gechanteerd door Brézé en uiteindelijk zelfmoord zou plegen. Losseray komt steeds meer en meer details te weten over het leven van Berg maar deelt uiteindelijk hetzelfde lot door ook zelfmoord te plegen.

## Rolverdeling
| Acteur            | Personage               |
| ----------------- | ----------------------- |
| Michel Piccoli    | dokter Pierre Losseray  |
| Gérard Depardieu  | dokter Jean-Pierre Berg |
| Jane Birkin       | Jane Berg               |
| Marina Vlady      | Muriel Losseray         |
| Charles Vanel     | dokter Brézé            |
| Michel Auclair    | dokter Mathy            |
| Antonio Ferrandis | commissaris Giret       |

## Prijzen en nominaties
| jaar | prijs | categorie                              | genomineerde(n)                 | uitslag     |
| ---- | ----- | -------------------------------------- | ------------------------------- | ----------- |
| 1976 | César | Beste film                             | Beste film                      | Genomineerd |
| 1976 | César | Beste acteur                           | Gérard Depardieu                | Genomineerd |
| 1976 | César | Beste scenario, origineel of aangepast | Jacques Rouffio Georges Conchon | Genomineerd |
| 1976 | César | Beste montage                          | Geneviève Winding               | Gewonnen    |